# Jan Karaś
Jan Karaś (* 17. März 1959 in Krakau, Polen) ist ein ehemaliger polnischer Fußballspieler und Fußballtrainer.

## Vereinskarriere als Spieler
Jan Karaś begann seine Karriere als Mittelfeldspieler in Polen und spielte dort zuerst für Hutnik Kraków. 1983 wechselte er zum polnischen Spitzenklub Legia Warschau. Hier reifte er zum Nationalspieler und holte mit Legia 1989 den polnischen Pokal. 1989 wechselte er nach Griechenland zu AE Larisa. Hier spielte er bis 1991, bevor er nach Finnland zum Vaasan PS wechselte. 1992 kehrte er nach Polen zurück und spielte noch zwei Saisons für Polonia Warschau. Anschließend spielte er noch für Bug Wyszków und Dolcan Ząbki, bevor er 1997 seine Karriere beendete.

## Nationalmannschaftskarriere als Spieler
Karaś bestritt 16 A-Länderspiele für die polnische Fußballnationalmannschaft und nahm an der Weltmeisterschaft 1986 teil, wo er in allen drei Spielen eingesetzt wurde. 

## Karriere als Trainer
Seit Oktober 2008 trainiert Jan Karaś den Verein Mazur Karczew in der vierten polnischen Liga.

## Erfolge
- 1× Polnischer Pokalsieger (1989)
- 1× WM-Teilnahme (1986)